# Lycosphingia hamatus
Genre
Espèce
Synonymes
- Smerinthus hamatus Dewitz, 1879
- Polyptychus hamatus (Dewitz, 1879)

Lycosphingia hamatus est une espèce d'insectes lépidoptères (papillons) de la famille des Sphingidae, la seule du genre Lycosphingia.
Le genre a été déclassé au rang de synonyme de Polyptychus par l'entomologiste Jacques Pierre en 2004.  